# Hipólito Mejía Domínguez
Pour les articles homonymes, voir Mejía et Domínguez.
Hipólito Mejía Domínguez, né le 22 février 1941 à Gurabo, en République dominicaine, est un homme d'État et ancien président de la République dominicaine.

## Biographie
Benjamin d'une famille d'origine catalane, il a effectué ses études primaires à Santiago de los Caballeros et ses études secondaires, à partir de 1957, à l'Institut polytechnique Loyola de San Cristóbal (capitale de la province homonyme), centre dirigé par des jésuites, où il obtient un diplôme en agronomie en 1962.
Il part ensuite étudier à l'University of North Carolina aux États-Unis pour se familiariser avec les procédés industriels du tabac. En 1964, il épouse Rosa Gómez Arias, jeune femme attirée par le volontariat social. Le couple se met à partager des activités dans le Movimiento Familiar Cristiano (Mouvement familial chrétien), un organisme se consacrant à promouvoir les valeurs de la famille catholique dans la société dominicaine, ils auront quatre enfants, deux garçons et deux filles.
Ses études lui permettent d'entrer à l'Institut du Tabac (Intabaco) comme chercheur agricole, où il obtient rapidement le poste de directeur en chef de cet organisme national. Tout au long de sa carrière professionnelle, il contribua à l'amélioration des techniques de culture de la tomate, du haricot, de l'ail et autres produits de culture. En outre, en 1971, il fut choisi comme président de l'Association nationale des professionnels agricoles (ANPA).
À la suite de la victoire d'Antonio Guzmán Fernández, chef de file du PRD (Parti révolutionnaire dominicain fondé en 1939) à l’élection présidentielle de 1978, Mejía fut désigné par son coreligionnaire et ami personnel au poste de secrétaire d'État (ministre) de l'Agriculture, alors qu'il n'était que sympathisant et ne s'était jusque-là jamais engagé politiquement. À l'arrivée à la Présidence de Salvador Jorge Blanco en août 1982, et bien qu'appartenant aussi au PRD, Mejía retourne à ses activités professionnelles dans le secteur privé. Il resta toutefois actif dans la politique nationale en tant que vice-président du PRD, aux côtés de José Francisco Peña Gómez. Suit alors une période médiocre pour le PRD, qui n'occupera jamais que la troisième place, laissant le PRSC et le PLD se partager le pouvoir jusqu'en 1998.
Le décès de José Francisco Peña Gómez le 11 mai 1998, quelques jours avant les élections législatives et municipales, produit un effet de sympathie qui augmenta les perspectives électorales déjà excellentes du PRD. Et en effet, le parti gagna la majorité absolue au Congrès. La disparition de son mentor politique détermina aussi les plans personnels de Mejía puisqu'il annonça publiquement sa précandidature présidentielle, alors que les rivalités internes ne manquaient pas et que l'unité du PRD restait fragile.

### Élection présidentielle et présidence
Le 20 juin 1999 le PRD, sous la présidence d'Emmanuel Esquea Guerrier, organisa une élection primaire dont Mejía sorti candidat officiel avec plus de 80 % des votes. lI fut déclaré gagnant sur quatre candidats, dont la sénatrice Milagros Ortiz Bosch, nièce de Juan Bosch (qui décèdera en novembre 2001 à 92 ans), et l'ancien secrétaire d'État au Tourisme Rafaël Suberví Bonilla (qui l'accusera d'avoir délibérément écarté du rôle électoral des milliers d'affiliés proches à sa précandidature).
Un scandale explosa le 9 mai 2000, lorsque la police accusa formellement trois membres du service de sécurité particulière de Mejía d'avoir tué par balles deux activistes pro-gouvernementaux pendant un meeting de la campagne du candidat à Moca, le 29 avril. Deux des gardes du corps furent arrêtés mais le troisième s'échappa.
Malgré cet incident, le 16 août 2000, il prêta serment comme Président de la République dominicaine après avoir obtenu 49,87 % des suffrages à l'élection du 16 mai de cette même année où il avait affronté Danilo Medina Sánchez, représentant du PLD et ancien secrétaire d'État à la présidence, et Balaguer, représentant du PRSC, 93 ans, ancien président de la République durant un total de 24 ans, briguant son neuvième mandat pour la magistrature suprême, invalide et presque aveugle.
En mars 2004, les résultats d'une commission d'enquête sur Haïti et le renversement de son président Jean-Bertrand Aristide, dirigée par l'ancien procureur général des États-Unis Ramsey Clark, révèlent que « les gouvernements des États-Unis et de la République dominicaine auraient participé à la fourniture d'armes et à la formation des rebelles haïtiens dans ce pays ». La commission a constaté que 200 soldats des forces spéciales américaines avaient été envoyés en République dominicaine pour participer à des exercices militaires en février 2003. Ces exercices, autorisés par Hipólito Mejía, ont été menés « près de la frontière, précisément dans une zone à partir de laquelle les rebelles lançaient régulièrement des attaques contre les installations de l'État haïtien ».
En 2003, le FMI approuve un accord avec les autorités dominicaines portant sur une aide de 600 millions de dollars « pour soutenir le programme économique du pays », en échange d'augmentation du surplus fiscal primaire, d'une réforme du système des impôts, de privatisations, etc. Une grève générale de deux jours est fortement suivie mais est réprimée : 8 personnes sont tuées et plus de 400 sont arrêtées.
Son mandat est entaché par une crise économique importante marquée par une récession, une inflation record, ainsi que par l'augmentation de la dette extérieure. Il perdit l’élection présidentielle du 16 mai 2004 au premier tour, face à Leonel Fernández, avec 33,65 % des suffrages.